# Aksar
Aksar (hindi: अक्सर, urdu: اَکثر, tłumaczenie: Często) – bollywoodzki thriller miłosny wyreżyserowany w 2006 roku przez Anant Mahadevana, autora Dil Maange More. W rolach głównych Emraan Hashmi, Dino Morea i Udita Goswami. W filmie można usłyszeć hit śpiewany przez Himesh Reshammiya „Jhalak Dikhlaja”. Tematem filmu opowiadającego historię miłosnego trójkąta jest pieniądz, seks, manipulowanie drugą osoba, zdrada, bawienie się cudzymi uczuciami, wykorzystanie kogoś i zniszczenie.

## Fabuła
Ricky Sharma (Emraan Hashmi) z pasją fotografuje kobiety. Aby uzyskać w fotografiach prawdę o nich, zdobywa je, rozpala, rozkochuje i...porzuca. Pewnego dnia w jego życiu pojawia się tajemniczy NRI (Indus żyjący za granicą) Rajveer Singh (Dino Morea). Płaci mu miliony wykupując wszystkie zdjęcia kobiet z wystawy i zleca Rickiemu zadanie. Ma on przyjechać do jego domu w Londynie, aby rozkochać w sobie...żonę Rajveera Sheenę (Udita Goswami). Rajveer liczy, ze da mu to szanse na uzyskanie rozwodu od żony. Między trójką osób zaczyna się niebezpieczna gra.

## Obsada
- Udita Goswami – Sheena Roy Singh
- Emraan Hashmi – Ricky Sharma
- Suresh Menon – Benz, lokaj
- Dino Morea – Rajveer Singh
- Tara Sharma – Nisha

## Muzyka
Twórcą nominowanej do nagrody Filmfare muzyki jest Himesh Reshammiya.
1. Jhalak Dikhlaja – Himesh Reshammiya – nominacja do nagrody Filmfare za najlepszy playback męski
2. Lagi Lagi
3. Soniye -Sunidhi Chauhan – nominacja do nagrody Filmfare za najlepszy playback kobiecy
4. Jhalak Dikhlaja (Remix)
5. Mohabbat Ke
6. Loot Jayenge (Remix)
7. Soniye (Remix)
8. Loot Jayenge
9. Mohabbat Ke (Remix)